# 瓦涅 (阿拉巴馬州)
瓦涅（英語：Waugh）是一個位於美國阿拉巴馬州蒙哥馬利縣的非建制地區。該地的面積和人口皆未知。

## 地理
瓦涅的座標為32°21′55″N 86°02′42″W / 32.36528°N 86.04500°W，而該地的平均海拔高度為82米（即269英尺）。